# هنري غولدينج
هنري غولدينج (بالملايوية: Henry Golding؛ بالإنجليزية: Henry Golding) هو مقدم تلفزيوني وعارض وممثل ماليزي وبريطاني، ولد في 5 فبراير 1987 في سراوق في ماليزيا.

## أعمال

### أفلام
- (2018) أغنياء آسيويون مجانين
- (2018) معروف بسيط

## وصلات خارجية
- هنري غولدينج على موقع IMDb (الإنجليزية)
- هنري غولدينج على موقع روتن توميتوز (الإنجليزية)
- هنري غولدينج على موقع ألو سيني (الفرنسية)
- هنري غولدينج على موقع أول موفي (الإنجليزية)
- هنري غولدينج على موقع قاعدة بيانات الفيلم (الإنجليزية)